# Otto von Kameke

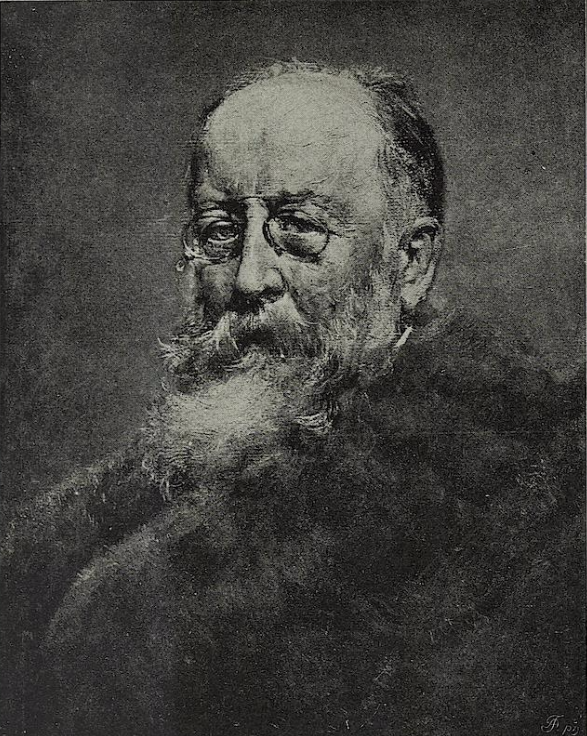
Herr Professor Otto von Kameke (1895), gemalt von Max Koner

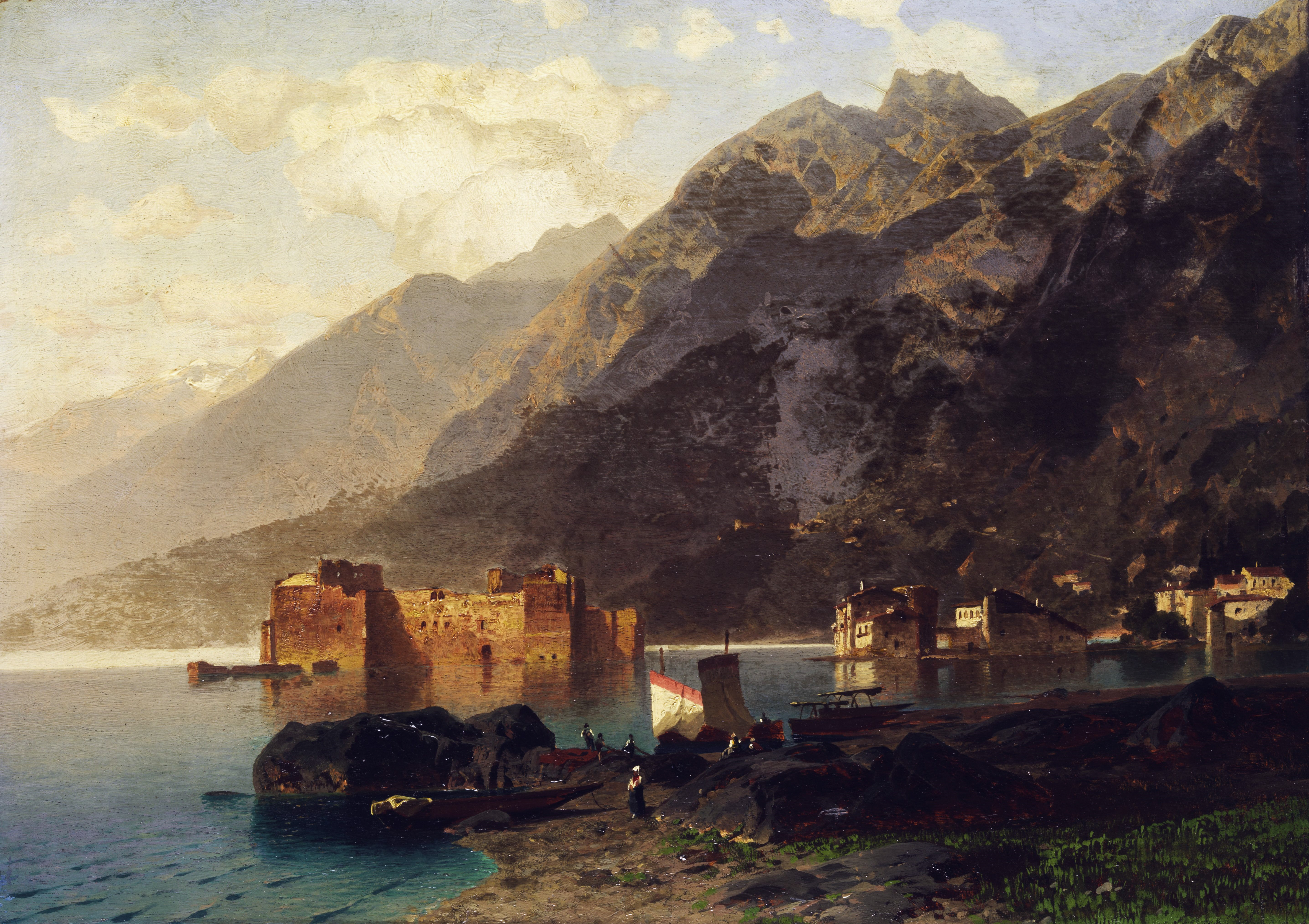
Otto von Kameke: Landschaft am Gardasee

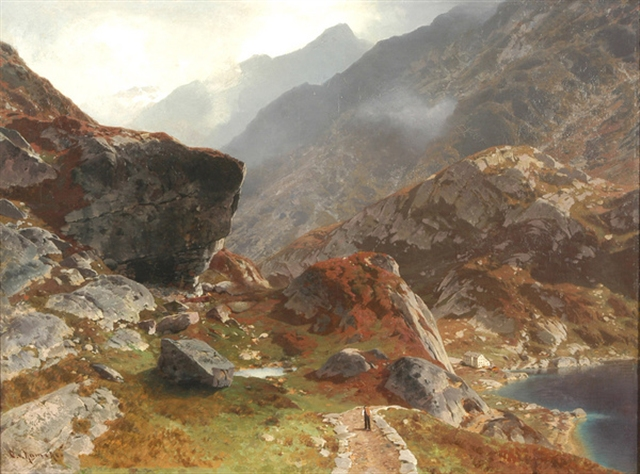
Otto von Kameke: Grimsel

Otto Werner Henning von Kameke (* 2. Februar 1826 in Stolp, Provinz Pommern; † 8. Juni 1899 in Berlin) war königlich preußischer Hauptmann, Kunstmaler und Ehrenritter des Johanniterordens.

## Familie
Kameke entstammte dem alten pommerschen Adelsgeschlecht Kameke und war der Sohn des königlich preußischen Landrats, Gutsbesitzers und Rittmeisters Albert von Kameke (1795–1860), Gutsherr auf Egsow und Kummerzin (Kreis Schlawe), und der Ottilie von Blumenthal (1806–1875).
Er heiratete am 3. August 1859 in Brieg (Oberschlesien) Valeska („Wally“) von Ferentheil und Gruppenberg (* 24. Dezember 1836 in Breslau, Niederschlesien; † 11. Januar 1914 in Potsdam, Brandenburg), die Tochter des königlich preußischen Obersten und Gutsbesitzers Richard von Ferentheil und Gruppenberg, Gutsherr auf Leonhardwitz und Kammelwitz (Schlesien), und der Albertine von Klaß.

## Leben
Kameke war schon Hauptmann, als er 1860 zur Kunst wechselte, sich nach Rom begab und sich dort zwei Jahre dem Studium der Natur widmete. Dann trat er in die Großherzoglich-Sächsische Kunstschule in Weimar ein, war eine Zeitlang Schüler von Arnold Böcklin, Alexander Michelis und später Stanislaus von Kalckreuth, dessen Landschaftsmalereien er sich am meisten zum Vorbild nahm. 
Kameke malte vorzugsweise Gegenden aus dem Hochgebirge von Oberbayern, der Schweiz und Tirol, aber auch aus dem norddeutschen Flachland. Seine Auffassung hatte den Charakter des Großartigen, Erhabenen; seine Pinselführung war kräftig und breit.
Er war Mitglied der Preußischen Akademie der Künste zu Berlin.
Otto von Kameke starb 1899 im Alter von 73 Jahren in Berlin. Beigesetzt wurde er auf dem Kaiser-Wilhelm-Gedächtnis-Friedhof in Charlottenburg (heutiger Berliner Ortsteil Westend). Das Grab ist nicht erhalten.

## Werke
Zu seinen Landschaftsmalereien gehören: 
- Am Obersee bei Berchtesgaden
- St. Bartholomä am Königssee bei Berchtesgaden
- Der Vierwaldstättersee
- Das Wetterhorn im Berner Oberland
- Wengen-Scheideck im Berner Oberland
- Der Hintersee mit Alpenglühen im Berchtesgadener Land
- Der Rotstock (3183 m) in den Urner Alpen im Uri (Schweiz)
- Eisenhammer bei Kufstein in Tirol
- Große Scheideck
- Gebirgslandschaft mit Wasserfall
- Am Genfersee
- Schloss Chillon